# Goaigoaza
Goaigoaza est l'une des huit paroisses civiles de la municipalité de Puerto Cabello dans l'État de Carabobo au Venezuela. Constituant l'une des six divisions territoriales de la ville de Puerto Cabello, cette paroisse paroisse civile a de facto pour capitale cette dernière.

## Géographie

### Démographie
Bien que Goaigoaza constitue de facto l'un des quartiers de la ville de Puerto Cabello, elle n'en reste pas moins elle-même divisée en quartiers distincts, et compte d'autres localités :
- Cariaprima
- Guaiguaza
- La Corina
- Las Populares
- Los Cocos
- Miquija
- Urbanización Cumboto Sur
- Urbanización Cumboto II
- Urbanización Santa Cruz
  - Colinas de Santa Cruz